# 마저리 래티머

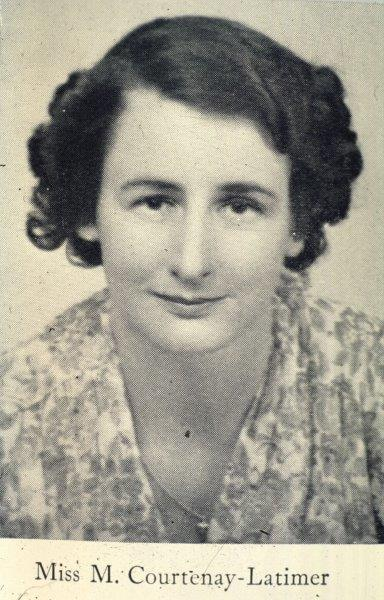
마저리 래티머

마저리 에일린 도리스 코트니래티머(영어: Marjorie Eileen Doris Courtenay-Latimer, 1907년 ~ 2004년)는 실러캔스의 존재를 처음 보고한 것으로 유명한 남아프리카 공화국의 관료이다. 남아프리카 공화국의 이스트런던 박물관 관장으로 재직하던 중인 1938년 12월 22일에 멸종된 것으로 알려졌던 실러캔스를 발견하여, 학계에 보고하는 성과를 올렸다.

마저리 래티머는 지역 어부들이 이상하게 생긴 물고기를 포획했다는 소식을 전해듣고, 어부들을 찾아가 물고기를 입수하였다. 마저리 래티머는 그 물고기를 박제로 만들고, 물고기의 특징을 적은 그림을 어류학자인 제임스 스미스 교수에게 보냈다. 제임스 스미스는 그것이 7000만년전에 멸종된 것으로 알려졌던 '실러캔스'라는 것을 확인했다. 실러캔스의 학명은 마저리 래티머의 이름을 따서 라티메리아 찰룸나 스미스라고 명명되었다.
실러캔스는 3억 7천 5백만년전에 지구에 출현하여, 약 7000만년전에 공룡의 멸종이 있기 전에 멸종된 것으로 추정되었으나, 마저리 래티머의 발견으로 생물학적 사실이 수정되었다.